# Lista över offentlig konst i Tyresö kommun
Lista över offentlig konst i Tyresö kommun är en ofullständig förteckning över utomhusplacerad offentlig konst i Tyresö kommun.
| Titel                               | Konstnär(er)               | Årtal | Beskrivning | Typ - material                    | Stadsdel/ort | Plats Koordinater                                                  | Bild       |
| ----------------------------------- | -------------------------- | ----- | ----------- | --------------------------------- | ------------ | ------------------------------------------------------------------ | ---------- |
| På väg                              | Björn Jonson               | 1955  |             | mosaik på fasaden - mosaik        |              | Tyresö skola, över entré koordinater saknas                        |            |
| Fåglarna                            | Axel Wallenberg            | 1963  |             | skulptur - brons                  |              | vid Forellvägen koordinater saknas                                 |            |
| Bollmoran                           | Sven Lundqvist             | 1965  |             | skulptur - granit                 |              | Bollmoraberg koordinater saknas                                    |            |
| Svamp                               | Börje Lindberg             | 1965  |             | lekskulptur - brons               |              | Bollmoraberg koordinater saknas                                    |            |
| Lekande barn                        | Eric Elfvén                | 1968  |             | relief - järn                     |              | Förskolorna Sagan och Stenkulan koordinater saknas                 |            |
| Knöliga skivor                      | Anne-Marie Anttila Jenkens | 1968  |             | betong                            |              | park vid Stallvägen koordinater saknas                             |            |
| Vid källan                          | Håkan Bonds                | 1969  |             | skulptur - brons                  |              | Stadsparken, tidigare placerad på Forelltorget. 59.24334, 18.22933 | Vid källan |
| Pojke på orm Även känd som: Vågspel | Erik Åkerlund              | 1981  |             | skulptur - brons                  |              | Hanvikens skolas gård koordinater saknas                           |            |
| Fåglar                              | Karin Issef                | 1989  |             | skulptur - betong                 |              | Granängsringen koordinater saknas                                  |            |
| Brunnslock                          | Lars Hofsjö                | 1990  |             | reliefer - järn                   |              | Tyresö centrum, på marken vid busstorget koordinater saknas        |            |
| Vingmänniska                        | Richard Brixel             | 1992  |             | skulptur - brons                  |              | Granängsringen, Torget 59.23778, 18.22947                          |            |
| Abstraherade blomblad               | Mats Olofgörs              |       |             | skulptur - metall                 |              | Granängsringen, på grässlänt koordinater saknas                    |            |
| Okänd titel                         | Harry Modin                |       |             | skulptur - Vätö granit            |              | Granängsringen koordinater saknas                                  |            |
| Okänd titel                         | Beth Laurin                |       |             | väggskulptur - portik (brons)     |              | Granängsringen 15 59.23634, 18.23187                               |            |
| Svanpar                             | Camilla Bergman-Skoglund   | 1999  |             | skulptur - brons                  |              | Strandskolan, vid entré 59.24277, 18.28518                         |            |
| Näckros                             | Humlan Lange               | 1999  |             | väggskulptur                      |              | Strandskolan, på fasaden 59.24328, 18.28639                        |            |
| Katten                              | Therese Clewestam          |       |             | skulptur - brons                  |              | Utanför Tyresö centrum, vid entré koordinater saknas               | Katten     |
| Okänd titel                         | Elisabeth Sivard           |       |             | skulpturgrupp - kalksten och glas |              | Myggdalsvägen 4 koordinater saknas                                 |            |
| Vardagens poesi                     | Hertha Hillfon             | 2004  |             | skulpturgrupp - brons             |              | Strandtorget 59.24197, 18.28423                                    |            |
| Thyrisedhe                          | Eva Bergenwall             | 2014  |             | väggfris - bilder tryckta på plåt |              | Fasad mot Stadsparken på byggnad Tyresö View koordinater saknas    |            |
| Taxen                               | Okänd                      |       |             | Staty                             |              | Stadsparken, Bollmora koordinater saknas                           | Taxen      |